# Шереметєв Федір Іванович
Федір Іванович Шереметєв (у чернецтві Феодосій; пом. 17 (27) лютого 1650) - московський боярин, воєвода та державний діяч з роду Шереметєвих.
У 1598 році підписав виборчу грамоту на царство Бориса Годунова, але потім приєднався до ворожої Годунову партії Романових, після розгрому яких він втратив частину майна і був відправлений головним воєводою в Тобольськ. Після появи Лжедмитрія був посланий взяти Кроми; облога йшла безуспішно. Після смерті Бориса Годунова в 1605 перейшов на бік Лжедмитрія, за що був пожалуваний у бояри. Ймовірно, Шереметєв ввів у Москву військо, яке хоча брало участі у вбивстві самозванця, тим щонайменше, могло допомогти змовникам. Після обрання на престол Василя Шуйського Шереметєв служив йому чесно. У 1607 році зайняв Астрахань, потім 24 жовтня 1607 - Царицин і рушив вгору по Волзі, очищаючи її від ворогів Шуйського. На початку 1610 з'єднався з Михайлом Скопіним-Шуйським і звільнив Москву. Після смерті Скопіна-Шуйського і скидання Шуйського Шереметєв підтримував у думі, разом з патріархом Гермогеном московського кандидата, але пізніше висловився за королевича Владислава і, перебуваючи в числі 7 бояр («Семибоярщина»), брав участь у посольстві з пропозицією корони Владиславу. Разом із поляками витримав облогу і вийшов із Москви лише після звільнення її Дмитром Пожарським. Найактивнішим чином сприяв обранню Михайла Федоровича на царство і очолював посольство Земського собору в Кострому, що зуміло 14 березня 1613 вмовити Михайла прийняти царську корону.
Брав участь у всіх важливих подіях царювання Михайла Федоровича, в перші роки правління якого, в 1613-1619, а потім в останні, в 1633-1646, він був на чолі московського уряду і був постійним прихильником "волі всієї землі", тобто Земського собору, у важливих, вирішальних питаннях тодішньої внутрішньої та зовнішньої політики Московського царства. У 1615 році ходив з військом звільняти Псков, що знаходився в шведській облозі, проте в Ржеві його самого несподівано осадили лісовчики, від яких він «ледь відсидівся». У 1617 році брав участь у переговорах з Джоном Меріком. Брав участь у посольських з'їздах під Москвою, що закінчилися Деулінським перемир'ям; зустрічав звільненого з полону митрополита Філарета Романова та проводжав його до Москви. У 1634 році був одним з діячів укладання Поляновського договору.
В 1646 подав у відставку по старості. У 1649 році прийняв чернечий чин і був названий Феодосієм. На початку 1650 помер.

## Ранні роки
Його батько, Іван Васильович Менший Шереметєв, був убитий лівонцями в 1577 році, а мати Домна (у чернецтві Євнікія) Михайлівна, уроджена Троєкурова, померла 10 (20) березня 1583 року. Під час малоліття Федора Івановича, його маєтками  завідувала старша сестра Олена Іванівна, вдова сина Івана Грозного, царевича Івана Івановича, яка прийняла чернецтво в Новодівичому монастирі в Москві і називалася навіть в офіційних документах «цариця стариця Леоніда». 
Перша інформація про службу Шереметєва належить до 1591 року, коли він отримав золотий — нагороду за активну участь в обороні Москви від нападу кримського хана Кази-Гірея. Через рік, 14 червня 1592 року він був присутній на хресному обіді царівни Феодосії, дочки царя Федора Івановича. 
Потім немає жодних відомостей про його службу до 12 травня 1597, коли він був присутній при прийомі цісарських послів у Грановитій палаті. В 1598 році, після смерті царя Федора Івановича брав участь у підписанні грамоти про обрання на царство Бориса Годунова.

## За Бориса Годунова і Лжедмитрії I
У листопаді 1600 року, цар Борис поклав опалу на Романових та їх найближчих свояків — Черкаських і Сицьких, за донесенням холопа Романових про їх намір  винищити царя з допомогою якихось трав та коріння. У Шереметєва, який також був у свояцтві з Романовими, за рідною своєю сестрою, старицею царицею Леонідою, що була одружена з царевичем Іваном Івановичем, мати якого - перша дружина царя Івана Грозного, була Анастасія Романівна, рідна тітка Федора Микитовича Романова, - цар відібрав двір з палатами в Кремлі, і розорив цей двір. Крім того, Годунов відписав до палацових сіл родову рязанську вотчину Шереметєва, село Пісочню.
Після того, 2 лютого 1601 року, Шереметєв був посланий головним воєводою в тодішню столицю Сибіру — місто Тобольськ. Шереметєв залишався там на воєводстві до 1603 року, коли був змінений Андрієм Голіциним. Відомості про Тобольське воєводство Шереметєва дуже мізерні. Відомо лише, що при ньому побудована в Тобольську церква Святого Миколая Чудотворця на горі,і що було заснуване місто Томськ, і що в квітні 1602 року він відправив до Москви, до царя Бориса дванадцять посланців від Рябої Орди. Після повернення Шереметєва в 1603 року до Москви, є дворічна перерва у відомостях про його службу.
В 1605 після битви царського війська з Лжедмитрієм I під Добриничами, Шереметєв був посланий царем з великим військом під Кроми, де ховалися козаки, прихильники Лжедмитрія. Шереметєв почав посилено обстрілювати міські стіни з гармат, але Кроми не здавалися, а московських ратних людей було багато побито. На допомогу Шереметеву прийшла з Родогостского острогу головна рать, під керівництвом Федора Мстиславського і Василя Шуйського, отже під стінами Кром зібралося близько вісімдесяти тисяч ратників, і царське військо могло б легко впоратися з дерев'яним містечком та його жителями. За деякий час по тому, коли місто було спалене стріляниною з гармат, а обложені ховалися в землянках, воєводи, як то кажуть, стали утримувати військо від рішучих дій, оголосивши, що «цар Борис не хоче кровопролиття і бажає змусити обложених до покірності голодом». Тим часом, незабаром були пропущені в Кроми, серед білого дня, послані з Путивля сто підвод з харчами і п'ятсот козаків.
Після смерті Бориса Годунова і після вступу на престол сина його Федора, князі Мстиславський і Шуйський були відкликані до Москви, начальство над військом під Кромами довірено Петру Басманову і Михайлу Катирьову-Ростовському, а Шереметєв посланий з прибулим полком в Орел, за 40 км від Кром. Потроху стали вирушати до Путивля багато воєвод і рядових дворян і присягати на вірність «царевичу Дмитру»; за іншими поїхали до Путивля для присяги Василь Голіцин і Федір Іванович Шереметєв. 25 травня 1605 самозванець рушив з військом з Путивля до Москви. Перед в'їздом в Орел, він був зустрінутий з прибулим полком Шереметєвим, духовенством і народом, що виступили до нього з хлібом-сіллю, з хрестами, образами і дзвоном.
Незабаром після приїзду до Москви, самозванець став повертати багатьох опальних Годуновського царювання і насамперед своїх «родичів», як, наприклад, Нагих і Романових. На підвищення він теж не скупився, і Шереметєв, наданий з дворян прямо в бояри, зайняв 16-е місце в Боярській думі, яка була перетворена на зразок Польського сейму. Незадовго до весілля Лжедмитрія з Мариною Мнішек, Шереметєв був призначений воєводою 18-тисячного загону новгородського та псковського війська, що відправлялося до Криму. Невідомо з точністю, чи встиг прийняти начальство над цим загоном Федір Іванович Шереметєв до вбивства Лжедмитрія; Відомо лише, що стараннями Василя Шуйського та його спільників цей загін був затриманий, під якимось приводом, за сім кілометрів від Москви, і в ніч на 17 травня, за розпорядженням Шуйського, введений до столиці різними воротами. Достовірно відомо, що це військо не брало безпосередньої участі у кривавій розправі з самозванцем і поляками, але Шуйському була важливою присутність у Москві сильного загону, готового виконати його накази.

## За Василя Шуйського
Ще за життя Лжедмитрія з'явився в Астраханській області Лжепетро, що видавав себе за неіснуючого сина царя Федора Івановича. Після сходження  на Московський престол Василя Шуйського, донські та терські козаки взяли місто Астрахань і засіли там із Лжепетром. Шереметєву було наказано постаратися повернути Астрахань, але це виявилося далеко не легким, оскільки сам астраханський воєвода Іван Хворостинін став на чолі повсталих, кількість яких зростала з кожним днем. Незважаючи на діяльну допомогу ногайського князя Іштерека і всієї його орди, Шереметєв не міг взяти Астрахані і розташувався за три кілометри вище за неї, на одному з островів Волзької дельти. Шереметєв побудував на острові острог, у якому знайшли притулок півтори тисячі купців, що виїхали з усім майном з Астрахані та інших місць на березі Каспійського моря, спустошених козаками, і відбивав напади, проведені Хворостиніним. Полонених, що відводили в Астрахань піддавали катуванням; важко було й тим, що знаходилися на острові — вони терпіли голод, холод і захворювали на цингу. Незважаючи на все це, Шереметєв перейшов у наступальні дії, і 19 травня 1607 послав царю Василю Івановичу повідомлення, що «Астраханські і Терські зрадники, злодії та боговідступники, дізнавшись свої злодійські витівкові провини, добили чолом государю і хрест всі цілували». Цар Василь Іванович був дуже втішений цим повідомленням і розіслав окружну грамоту, в якій заявляв, що йому «багато служб показали» ратні люди, які були з боярином і воєводою Федором Івановичем Шереметєвим.
Побачивши, що на Волзі робити нічого, козаки поїхали до другого Лжедмитрію, захопивши з собою і Лжепетра. Відновлюючи порядок у понизових містах, Шереметєв дійшов вже до Царицина, а Хворостинін не вгавав і зрештою збив з пантелику ногайців, які знову відпали від московського царя і почали всюди грабувати. Цією обставиною пояснюється, що і в 1608 Шереметєв знаходився ще в Понизов'ї. Наприкінці серпня, або на початку вересня 1608 року, коли другий Лжедмитрій стояв вже під Москвою, Шереметєв отримав наказ йти зі своєю Низовою раттю на захист Москви. Цар Василь Іванович покладав великі надії на Шереметєва, а також на Михайла Скопіна-Шуйського з новгородцями, псковичами та шведами.
Шереметєву не тільки вдалося утримати у покорі поволзьких інородців, але коли він прийшов у листопаді до Казані, то в його війську були черемиси, чуваші, мордва і навіть башкири. По дорозі до Нижнього Новгорода, Шереметєв розбив вщент «злодійських людей» під Чебоксарами і під Свіязьком. Він прийшов до Нижнього Новгорода навесні 1609 року, після того, як ввів деякий порядок у Понизовому краї, залучаючи прихильників Лжедмитрія II до покірності царю Василю Івановичу Шуйському.  Пробувши в Нижньому Новгороді до просухи, Шереметєв виступив у похід, щойно зійшла вода і встиг підніжний корм для коней. Муром присягнув царю Василю Івановичу, не чекаючи приходу Шереметєва, а Касимов здався лише після завзятого захисту. Цар Василь Іванович поспішав Шереметєва з походом до Москви і, віддаючи йому похвалу за старанну службу, докоряв за повільність, що той «йде повільно і про государеву справу не дбає». Після такої догани, Шереметєв поспішив до Володимира, який, як і Муром, здався йому без бою.
У Володимирі Шереметєв отримав від царя Василя Івановича похвальну грамоту від 28 травня 1609 року, в якій він урочисто заявляв про заслуги перед вітчизною Шереметєва та його війська та спонукав його до якнайшвидшого виступу під Троїцький монастир. Цар не брав до уваги, що Шереметєв повинен був не тільки узгоджуватися з рухом Михайла Скопіна-Шуйського, який лише переправлявся ще через Волгу, під Твер'ю, а й розсіяти зграю ворогів у Суздалі, щоб не залишити його в тилу війська, при виступі під Трійцю. На виконання царського наказу, Шереметєв пішов до Суздаля, не встигнувши розвідати ні про місцевість, ні про справжню силу ворога, який перебував під проводом Федора Плещеєва, Андрія Просовецького і прибув з Троїцького табору Олександра Лісовського. Похід цей завершився поразкою, і ратні люди Шереметєва повернулися до Володимира з великою шкодою.
Шереметєв залишався у Володимирі в очікуванні Скопіна-Шуйського. Ярославль і Володимир були на той час головним осередком царських військ, і цар Василь Іванович, переконавшись, нарешті, що не можна розпоряджатися з Москви, не знаючи всіх місцевих обставин, у грамотах до ярославців від 28 червня і 26 липня, наказував посилатися з Шереметєвим, надаючи «промишляти государевою і земськолю справою, дивлячись у тамошніх обставинах, як Бог наставить». Скопін-Шуйський прийшов до Олександрівської слободи пізно восени 1609 року, а 11 листопада прибув туди з Володимира та Шереметєв з понизовою раттю. Головне начальство над усіма військами, що зібралися в Олександрівській слободі, прийняв  Скопин-Шуйский. З цього часу Шереметєв відійшов на другий план, і при урочистому вступі військ до Москви на початку березня 1610 всі вітання народу ставилися до Скопіна, а Шереметєв був вшановуємо нарівні з іншими боярами і ратними людьми, що йшли за Скопіним.

## Семибоярщина

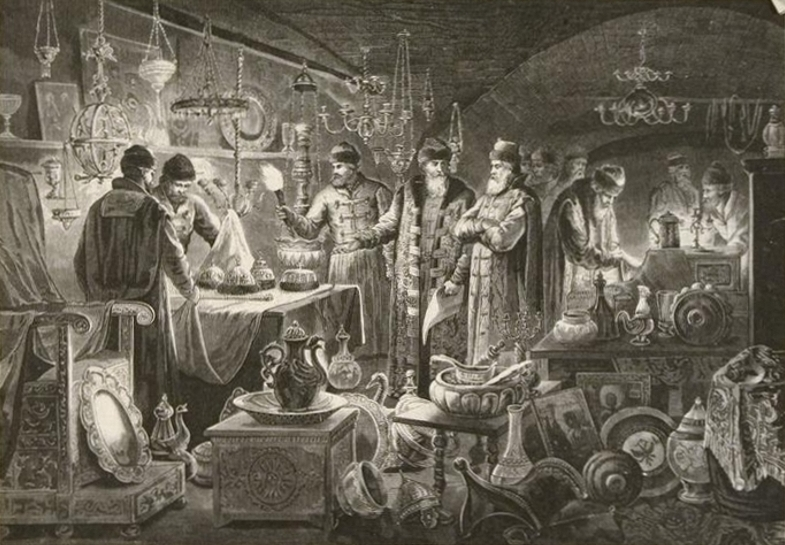
Боярин Шереметєв здає збережені ним царські скарби.

Коли цар Василь Іванович Шуйський був зведений з престолу, у народі та між боярами, як відомо, сталася сильна розбіжність щодо обрання царя. Шереметєв та його «старовинний друг» Володимир Долгоруков приєдналися до патріарха Гермогена і наполягали на обранні якогось із двох кандидатів: Василя Голіцина чи юного Михайла Романова; перевага виявилася, однак, на стороні доброзичливців польського королевича Владислава. До скликання земського собору, правління державою було доручено боярської думі, на чолі якої стояв Федір Мстиславський, одним із семи її членів був Шереметєв.
5 серпня 1610 року Шереметєв брав участь у веденні переговорів з гетьманом Станіславом Жолкевським, щодо умов обрання на Московський престол Владислава, а через два тижні приносив на Дівочому полі, в урочистій обстановці, присягу на вірність королевичу. Вважаючи Владислава законним московським царем, Шереметєв писав у вересні 1610 року під Смоленськ канцлеру Леву Сапезі, заявляючи про свою вірність і відданість «государю Владиславу Жигимонтовичу всеа Русії». Шереметєв при першій же нагоді хотів виклопотати собі назад відібрану у нього Годуновим в 1600 рязанську вотчину село Пісочно і просив про це Сапегу. Клопіт увінчався успіхом: 25 листопада 1610 Шереметєв отримав від Сигізмунда грамоту на цю вотчину, а дворянам Короб'їним, у володінні яких вона в цей час знаходилася, була дана королем грамота на інші вотчини.
Переконавшись, що Сигізмунд хоче придбати Московську державу не для королевича Владислава, а особисто для себе, гетьман Жолкевський вирішив виїхати з Москви, сподіваючись вмовити Сигізмунда бути поміркованішими у своїх вимогах і залишити думку про необхідність взяти силою Смоленськ та Москву. І бояри, і простий народ, з жалем думали про розлуку з гетьманом. Перед самим від'їздом, до нього прийшло близько ста людей знатних москвичів, у тому числі й Шереметєв, і просили його залишитися, вказуючи йому на те, що без нього річпосполитці почнуть сваволю і сварки з москвичами. Жолкевський не змінив однак свого рішення і залишив замість себе в Москві Олександра Корвін-Госевського, а Мстиславський, Шереметєв та багато інших бояр, на знак поваги, проводили його далеко за місто.
Після вбивства Лжедмитрія II почався земський визвольний рух, але багато боярів, у тому числі і Шереметєв, не пристали до нього, залишаючись вірними присязі королевичу Владиславу. У січні 1611 року була відправлена ними грамота королю Сигізмунду і королевичу Владиславу, з повідомленням про збори Прокопом Ляпуновим рязанського ополчення і про те, що він з усією Рязанню відклався від Владислава. 19 березня 1611 року, у вівторок на пристрасному тижні, населення Москви, обнадіяне наближенням Ляпуновського ополчення, піднялося на залогу Речі посполитої; сталася жахлива різанина. Другого дня всі великі бояри, зокрема і Шереметєв, виїхавши до Білого міста, хотіли умовити москвичів, щоб вони припинили кровопролиття, але москвичі не слухали їх і почали стріляти. За наказом Гонсевського Москва була запалена, і пожежа винищила всю столицю, за винятком Кремля і Китай-міста, в якому і замкнулися війська Речі посполитої, а з ними хоч-не-хоч патріарх Гермоген і думні бояри, отже, і Шереметєв. Під час облогового сидіння Шереметєв завідував казенним двором. Грошова скарбниця настільки збідніла, що платню жовнірам довелося видавати речами з царської скарбниці. Але Шереметєв і його товариші робили все, що тільки могли, для заощадження цих скарбів, а тому найцінніші речі вони відпускали не інакше, як на заклад, залишаючи за собою право викупу; а ті речі, які вживалися при вінчанні царів, навіть і не відпускали. 22 жовтня 1612 року Китай-місто було взято земським ополченням, що проводився Дмитром Трубецьким і Дмитром Пожарським, і становище кремлівських обложених, які вже давно страждали від голоду і хвороб, стало ще нестерпнішим.
6 листопада 1612 року річпосполитці здали Пожарському Кремль, і кремлівські сидільці, у тому числі і Шереметєв, опинилися нарешті на волі після 18-ти місяців. Коли бояри виходили з Кремля, козаки хотіли кинутися грабувати їх, але земські люди взяли їх під захист і змусили козаків піти. Що ж до Шереметєва та інших думних бояр, то їм були надані особливі почесті; Літописець каже, що «Пожарський прия їх з честю». Добрі стосунки тимчасового уряду власне до Шереметєва висловилися, між іншим, у тому, що він спочатку поспішив винагородити його за позбавлення осадного сидіння, надавши в його володіння, грамотою від 25 листопада 1612 року, замість відібраного у нього царем Борисом батьківського кремлівського двору, дворове місце в Кремлі ж, біля Микільської брами, при церкві Бориса і Гліба. Місце це належало спочатку Дмитру Годунову, а потім Михайлу Скопіну-Шуйскому. Право на володіння Шереметєва цим місцем було затверджено жалуваною грамотою від 19 травня 1613 року. Згодом Шереметєв розвів там два сади, виправив старі будинки і збудував багато нових, так що було 62 палати.

## Обрання та вінчання на царство Михайла Романова

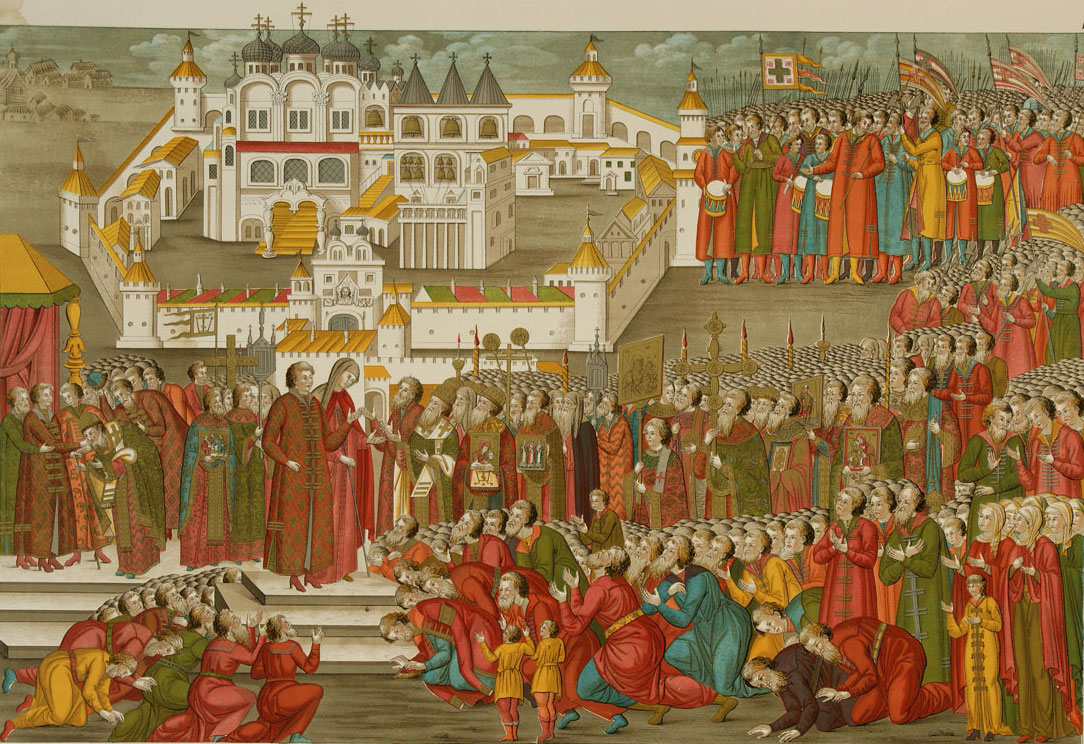
Посольство з Москви до Михайла Романова і його матері, черниці Марфи, на чолі з архієпископами Феодоритом і Федором Івановичем Шереметєвим 14 березня 1613 р. Боярин Шереметєв зображений поряд з архієпископом Феодоритом, в середині мініатюри перед Михайлом і зліва картини поряд із рязанським єписокпом у руки Михайла

Можливо, що ще до відкриття земського собору, у якому вибрати царя на Московський престол, відбувалися приватні наради. Шереметєв листувався з митрополитом Філаретом Романовим, який перебував у річпосполитському полоні. Ймовірно, Філарет Микитович не припускав, що земські люди мають намір обрати на престол його сина Михайла, тому що в одному з листів до Шереметєва наполягав, щоб неодмінною умовою обрання було обмеження самодержавства. До кінця січня 1613 року до Москви з'їхалися виборні від міст для участі у земському соборі. Шереметєв прочитав у засіданні вищезгаданий лист Філарета Микитовича. Дізнавшись, що хочуть обрати на царство Михайла Романова, мати його, черниця Марфа Іванівна, написала Шереметєву і благала використати весь вплив, щоб відхилити обрання її сина, оскільки він дуже молодий і нездатний царювати. Присутні на земському соборі наполягали своєму виборі й просили Шереметєва вмовити Марфу Іванівну відпустити Михайла Федоровича на Московське царство. Шереметєв, за свідченням Страленберга, зі сльозами на очах, доводив необхідність обдумати доводи, що виставляє матір'ю царя: «Я ж зі свого боку, — додав Шереметбєв, — вважаю обов'язком бути неупередженим, щоб ніхто не міг сказати, що я більше думаю про своїх рідних, ніж про благо вітчизни. Якщо молодість обранця стане причиною нових нещасть батьківщини, совість моя буде чиста перед Богом і людьми». Водночас Шереметєв писав Василеві Голіцину, котрий був разом із митрополитом Філаретом у річпосполитському полоні, переконуючи Голіцина «не чинити смути», оскільки у Москві тоді існувала ціла партія, що стояла за кандидатуру в царі московські Василя Голіцина. В одному з листів до нього Шереметєв каже таке: «князю, не чини смути! Помиримося на Миші Романові: він молодий і розумом ще не дійшов і нам буде поважен». Хоча Ф. Шереметєв сам був кандидатом на престол і одним з восьми остаточних кандидатів, одного з яких передбачалося обрати царем методом жеребкування, але під натиском козаків представники землі, як відомо, вибрали в царі Михайла Романова, який був родичем найбільшої кількості інших кандидатів, ймовірно не без впливу з боку Федора Івановича Шереметєва. На чолі посольства до обраного царя був поставлений Федір Іванович Шереметєв разом із рязанським архієпископом Феодоритом. Після прибуття в Ярославль посли дізналися, що Михайло Федорович знаходиться в костромському Іпатіївському монастирі. 13 березня 1613 посольство зупинилося на правому березі Волги, проти самої Костроми, в підгородному селі Новосілки, що належав князям Глинським. Послали запитати Михайла Федоровича та його матір, коли можуть бути прийняті посли. Прийом був призначений наступного дня, 14 (24) березня. Після заутрені, при дзвоні костромських дзвонів, посольство земського собору урочисто вирушило до Костроми, звідки назустріч їм виступило духовенство з іконою Божої Матері Феодорівської, у супроводі народу, жителів Костроми та навколишніх сіл. Все це поєдналося в один спільний хресний хід і наблизилося до Іпатіївського монастиря, біля воріт якого стояли Михайло з матір'ю, оточені монастирською братією. Після молебню архієпископ Феодорит, а потім Шереметєв промовили за наказом, отриманим від земського собору. Приблизно з сьомої години ранку три години пополудні, за теперішнім обчисленням годин, продовжували вмовляти Марфу Іванівну благословити сина на царство. Коли, зрештою, було отримано згоду, Шереметєв негайно надіслав земському собору повідомлення про це. З того часу ухвалили святкувати 14 березня Феодорівської ікони.
З 14 березня 1613 року Федір Іванович Шереметєв стає на чолі уряду новообраного царя-отрока, хоча в Боярській думі вважався першим, як і раніше, Федір Мстиславський. Правління Московським царством Федора Шереметєва від імені Михайла Романова разом із Земським собором тривало шість років, до 1619 року, тобто до повернення з річпосполитського полону царського отця, митрополита Філарета Микитовича. Політичне значення Шереметєва як відновилося, але зросло після весілля царя на Євдокії Стрешневій, і особливо після смерті патріарха Філарета Микитовича в 1633 року.

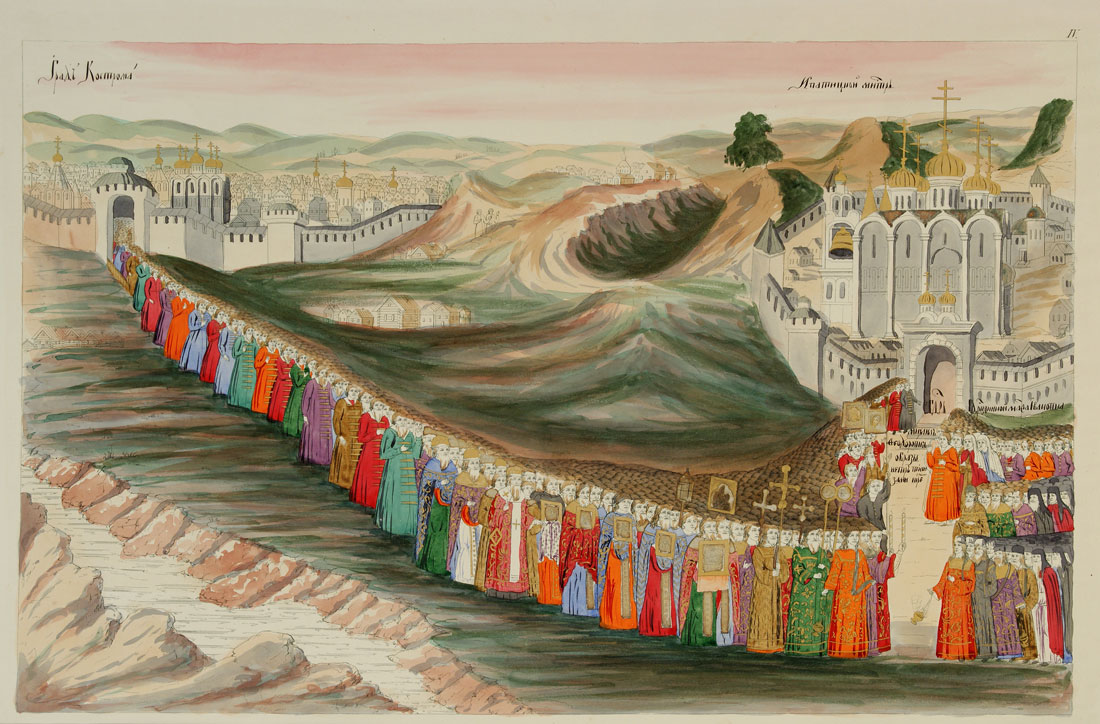
«Преосвященний архієпископ Феодорит Резанський з Освяченим собором і боярин Федір Шереметєв з товариші Преблагословенні Владичиці і попри діви Марії і великих чудотворців Петра і Олексія та Іони та з іншими і з безліччю народу ідоша до обителі Живоначальної Троїці в Ипацькому монастирі

Шереметьєв, як  представник земського собору за царя Михайла Федоровича, мав передусім обов'язок влаштувати «ходу» государя до Москви і від імені розпорядження, які відновили б порядок, порушений багаторічними смутами. Перед від'їздом із Москви, Шереметєв просив земський собор вислати щодо нього боярський список і государеву печатку, ніж було затримки у видачі грамот; але друк було надіслано лише після багаторазових нагадувань вже у Ярославль, куди Михайло Федорович із матір'ю прибув 21 березня, у супроводі посольства від земського собору. Внаслідок бездоріжжя вони пробули в Ярославля майже місяць, до 16 квітня. З Ярославля була надіслана 23 березня земському собору перша грамота юного царя, якою він сповіщав про свою згоду прийняти царський вінець. Між Москвою і Ярославлем почалася діяльне листування, що повністю лежала на Шереметеві. З цього листування видно, наприклад, наскільки була зруйнована Москва в останні роки смути: коли мова зайшла про приготування приміщення для Михайла Федоровича та його матері,зі складністю вдалося пристосувати для царя терем цариці Анастасії Романівни, а для інокіні Марфи Іванівни хороми в Вознесенському дівочому монастирі. Шереметєв з товаришами неодноразово писав від імені царя земському збору, щоб «на Москві і містами, і дорогами вбивств і пограбувань і ніякого насильства був». Собор заспокоював, що про пограбування та крадіжки замовлення вчинено міцне, і просив поспішити приходом до Москви. Крім листування з Москвою, Федору Івановичу Шереметеву з товаришами доводилося робити різні швидкі розпорядження по містах, складати жаловані грамоти, наводити довідки з чолобиття, що подається государю тощо. Між іншим Шереметєв подав государю чолобитну і про свою власну справу - про повернення в його вотчину в Бежецькому верху селян, частиною насильно відведених Сіцькими, частиною тікали під час смути.
16 квітня 1613 царський поїзд виступив з Ярославля і через тиждень прибув до Трійці. Щодня приходили до царя звістки про нові пограбування і вбивства, котрі чинили козаки. Внаслідок цього Михайло Федорович заявив, що залишиться в Троїце-Сергіївському монастирі, поки не перестане литися кров християнська. Шереметєв та її товариші, з дозволу царя, відписали земському собору, щоб було вжито рішучих заходів до припинення розбоїв. Через два дні після цього, на посилене прохання Казанського митрополита Єфрема, Шереметєва та всіх виборних людей, Михайло Федорович погодився виїхати з Троїцького монастиря, не чекаючи відповіді від земського собору, і прибув до Москви 2 травня.
11 липня 1613 відбулося урочисте вінчання на царство Михайла Федоровича. Як завідувач Казенного двору, Шереметєв роздав регалії особам, призначеним їх нести, а потім брав участь у ході царя в собор; перед миропомазанням цар зняв із себе вінець і дав його тримати своєму дядькові Івану Романову, скіпетр доручив Дмитру Трубецькому, а державу Дмитру Пожарському. З нагоди урочистості вінчання були роздані нагороди, і Шереметєв отримав за «Московське сидіння облоги» з маєтку на вотчину сільце, що було село Курова, на Рязанському повіті, і городне місце в Москві, за дерев'яним містом (згодом Білим кам'яним містом), за Петровськими воротами. Раніше це місце належало Дмитру Годунову, а потім Скопіну-Шуйському, і знаходилося приблизно в місцевості, яку займає тепер Мала Дмитрівка, неподалік Страсного монастиря . На цьому місці були зведені будівлі і воно являло собою щось подібне до заміського двору.

## Закінчення війни з Річчю Посполитою
У грудні 1614 року Шереметєв брав участь у підписанні грамоти у відповідь Боярської думи панам Ради, що надіслали на ім'я бояр грамоту, в якій вони дорікали їм за зраду королевичу Владиславу, за продовження війни і за утиск полонених річпосполитців. Бояри у своїй відповіді доводили, що з їхнього боку не було жодної зради королевичу Владиславу, оскільки король Сигізмунд «сина свого на Московську державу під час, коли просили, не дав, а хотів сам Московською державою заволодіти». «І вам де, панам раді, — писали бояри, — нині й надалі того, щоб королевичу Владиславу бути на Московській державі і поминати не пригоже, то вже колишня справа!»
Торішнього серпня 1615 року у Москві отримали донесення псковського воєводи Василя Морозова про прихід шведського короля Густава Адольфа з 16-тисячним військом. 20 серпня був призначений йти на допомогу Морозову Шереметєв з ратними людьми, яким було наказано збиратися в Ржеві. У загоні Шереметєва було лише 4597 чоловік, зокрема дворяни і діти боярські, «яким призначено бути з посли на Свейському посольстві», отже крім ратної справи мало на увазі і посольську, чим пояснюється призначення Шереметєва в цей похід. Далі Ржева йому не довелося йти, бо шведський король, отримуючи перебільшені відомості про рух із численної раті, пішов з-під Москви.
В очікуванні нових розпоряджень із Москви, Шереметєв розташувався в Ржеві, був захоплений зненацька нападом Олександра Лісовського і шість тижнів відбивався від його нападів. Ще 13 жовтня Шереметєв знайшов нагоду повідомити Москву про своє тяжке становище, але там зволікали з висилкою допомоги, тому що особи, які оточували царя, приховували від нього справжній стан справ, а інші, як наприклад брати Салтикова (племінники великої стариці Марфи Іванівни), недоброзичували Шереметєву. Коли до царя дійшло нарешті звістка про облогу Ржева Лісовським, він послав на виручку обложених Михайла Барятинського, але той вважав за краще залишитися на відстані, і Шереметєв власними засобами «відсидівся» від Лісовського. Барятинський був суворо покараний за неслух і те, що випустив Лісовського, після відходу якого Шереметєву та їого товаришу Василю Ахамашукову-Черкасскому велено було розпустити ратних людей додому, а самим їхати до Москви.
Протягом всього 1616 року у службовому розписі ім'я Шереметєва не зустрічається: він овдовів 1 березня цього року, а другого дня після смерті дружини його Ірини Борисівни помер їх новонароджений син Федір; і мати, і син поховані в Новоспаському монастирі.
Лише наприкінці 1616 року або на початку 1617 року Шереметєв був призначений начальником Розбійного приказу; Однак про діяльність його під час управління цим наказом нічого не відомо, бо всі справи загинули в Московську пожежу 1625 року.
У червні 1617 року Шереметєв, з титулом намісника псковського, вів переговори з англійським послом Джоном Меріком. Англійці дбали про вільну торгівлю в Московському царстві та про надання їм доступу до шляху по Волзі в Персію та інші східні землі, а річкою Об'ю до Китаю та східної Індії. Переговори тривали довго; Джон Мерік повинен був подати докладні записки, як англійці мають намір торгувати з Персією і як ходитимуть до Індії. Зрештою, з московського боку справу звели до пропозиції, щоб англійський король уклав наступальний союз із царем Михайлом Федоровичем проти польського короля. Мерік ухилився від переговорів, але сказав, що якщо цар зішлеться з англійським королем, то ймовірно, що він допоможе йому проти Сигізмунда.
Наприкінці грудня 1617 року річпосполитці вирішили надіслати до Москви комісара з пропозицією призначити з'їзд для переговорів про тримісячне перемир'я. Пропозиція ця була прийнята, і 5 березня 1618 цар Михайло Федорович призначив бути на з'їзді з литовськими людьми і говорити з ними про мир: боярину Федору Шереметєву, боярину Данилу Мезецькому, окольничому Артемію Ізмайлову і думному дяку Петру Третьяку. З'їзд цей не відбувся внаслідок благополучного закінчення сейму, на якому були отримані гроші для продовження війни з Московією. На початку вересня 1618 року на земському соборі між іншим було складено розпис, кому яку нести службу у разі облоги Москви річпосполитцями. Серед тридцяти осіб, які мали залишитися під час облоги в Москві, названо і Шереметєва зі своїми товаришами у посольській справі. Одночасно з приготуванням до сидіння облоги йшли в Москві приготування до посольського з'їзду, оскільки було відомо, що Речі посполитій, з нагоди війни з Туреччиною, по суті не до московських справ. 11 вересня 1618 року головному послу, Шереметєву, було дано, за государевим указом, особливий прапор із червчастої тафти з білою лиштвою, з вишитим зображенням Святих князів Володимира, Бориса і Гліба. Після невдалого нападу військ Речі посполитої на Москву, королевич Владислав послав до бояр свого секретаря Гридича з пропозицією укласти перемир'я. Протягом жовтня уповноважені з річпосполитської та московської сторони тричі з'їжджалися за Тверською брамою і все безуспішно. Річпосполитці продовжували докоряти за зраду Владиславу; Шереметєв пропонував залишити марні розмови, а тлумачити про укладання перемир'я на двадцять років, причому вимагав повернення Смоленська, Рославля, Дорогобужа, Вязьми, Козельська та Білого. Після відступу Владислава від Москви у напрямку до Троїці відбувся четвертий з'їзд, цього разу за Стрітенською брамою; річпосполитці запропонували укласти вічний мир, з умовою поступитися фортеці та міста, взятими за колишніх литовсько-польских монархів, і, крім того, віддати Владиславу Псков з навколишніми землями. Шереметєв погоджувався тлумачити про перемир'я на двадцять років для того, щоб Річ посполита, зберігши за собою Смоленськ, повернула інші фортеці. Декілька днів потому Владислав знову надіслав до Москви свого секретаря Гридича, для укладання попереднього договору про мир. З ним скоро змовилися, і 19 листопада, після підпису попередніх договірних статей, Шереметєв з товаришами поїхали до Троїце-Сергієвого монастиря, а звідти в село Деулине, за три кілометри від монастиря, по Углицькій дорозі. Два з'їзди в Деуліні були невдалими; на другому з цих з'їздів справа ледь не дійшла до збройного зіткнення, і Шереметєв вважав, що миру не бути. Через два дні представники Речі посполитої прислали звати московських уповноважених на з'їзд, що відбувся 1 грудня 1618 року і закінчився перемир'ям на 14 років і 6 місяців, отже до 1 червня 1633 року. Після повернення до Литви королевича Владислава посли повернулися до Москви; 9 грудня вони були коло царя, потім обідали за царським столом, а по обіді отримали нагороди за посольську службу. У жалуваній грамоті сказано, що Шереметєв доставив «землі нашій і всій державі — тишу та спокій та угамування крові». За цю важливу послугу державі він одержав зараз чотири нагороди; соболину шубу, криту золотим атласом, із золоченими ґудзиками, ціною в 162 рублі; срібний золочений кубок із кришкою; додачу до колишнього його грошового окладу, до 500 рублів, - ста рублів і з чорних волостей вотчину з селянами та 500 чвертями землі.
Залишалося виконати ще одну статтю Деулінського договору - домогтися повернення з полону отця царя Михайла Федоровича, митрополита Філарета, та інших бранців, які перебували в Речі посполитій близько дев'яти років. За договором річпосполитці мали привезти бранців для обміну у Вязьму до 1 березня 1619 року. Шереметєв із товаришами та зі свитою вирушили до Вязьми до призначеного терміну, але їм довго довелося прожити там, чекаючи уповноважених іншої сторони, затриманих на сеймі. Коли приїхали до Дорогобужа комісари Речі посполитої, на чолі яких стояв Олександр Госевський і привезли з собою полонених, то почалися довгі переговори про з'їзд при річці Полянівці, за 17 км від Вязьми. 30 травня відкрився з'їзд, і Гонсевський виставив на обговорення жорстоке поводження з полоненими речі посполитої і зволікав з обміном, сподіваючись отримати більше того, скільки було за Деулінським договором. Шереметєв із товаришами не знайшли можливим виконати річпосполитські вимоги та поїхали назад до Вязьми. Другого дня Госевський надіслав сказати їм, що якщо не будуть виконані всі його вимоги, то він поїде до Речі посполитої, повезе з собою митрополита Філарета і в такому разі відновляться військові дії. Шереметєв з товаришами відповіли посланим: «Нових статей, повз наказ государя і поради бояр, прийняти не можемо; А загроз ніяких не боїмося, ратних людей у нас самих досить і ближче вашого». Побачивши твердість митрополита Філарета та царських послів, уповноважені короля погодилися нарешті на обмін полоненими, який і стався 1 червня. Все посольство стояло на березі, і коли Філарет Микитович, переїхавши по мосту через річку Полянівку, вийшов з колимаги, Шереметєв привітав його промовою від царя Михайла Федоровича і правив чолобиття від великої черниці Марфи. На другий день Філарет і все посольство вирушило до Вязьми, звідки Шереметєв послав до царя з сеунчем про обмін полонених і про здоров'я Філарета. Поки вони залишалися у Вязьмі, цар неодноразово надсилав бояр питати про здоров'я свого батька, а стольника Василя Ахамашукова-Черкаського послав із жалованим словом, а також про здоров'я запитати «великих повноважних послів», Шереметєва з товаришами. Шереметєв супроводжував Філарета та в його урочистій ході до столиці, куди вони прибули 14 червня 1618 року.

## Подальша служба Михайлу Романову
Після повернення Філарета з полону, Шереметєв був, як і раніше, близький до царя Михайла Федоровича і, поряд з його родичами — Іваном Романовим та Іваном Черкаським, користувався великою повагою не тільки в сім'ї царя, а й серед бояр. Що стосується впливу на справи державного управління, то такого не могло бути за життя «великого государя» патріарха Філарета, тим більше, що відносини його трохи змінилися до Шереметева, як це видно з листа Філарета до царя в 1630, де він, називаючи своїх приятелів, не включає їх Шереметєва.
У лютому 1623 року, на весіллі астраханського царевича Михайла Кайбуліна з Марією Ляпуновою, Шереметєв був, за указом государя, посадженим батьком у нареченого, який був йому двоюрідним племінником.
У другій половині вересня 1623 року Шереметєву було доручено їхати до Нижнього Новгорода, щоб зібрати відомості про стан здоров'я засланої туди царської нареченої – Марії Іванівни Хлопової, головними недоброзичливцями якої були Салтикови – племінники матері Михайла Федоровича, Марфи Іванівни.  Шереметєв не обмежився розпитуваннями, але й сам спостерігав за здоров'ям Хлопової: 16 жовтня, слідом за лікарським оглядом її, Шереметєв відправив до Москви докладне повідомлення про все, що було зроблено, і «застереження» Хлопової з'ясувалися якнайкраще. Внаслідок цього племінники інокині Марфи Іванівни — Салтикови були вислані зі столиці на життя в далекі вотчини, а Марфа Іванівна, ображена цим посиланням, заприсяглася, що не буде бачитися з сином, якщо царицею буде Хлопова. 1 листопада той же нижегородский містовий прикажчик, який возив до Москви повідомлення Шереметєва, передав йому царську грамоту, що государ «Мар'ю Хлопову взяти за себе не зволили» і щоб Шереметєв з товаришами їхав негайно до Москви.
У 1624-1625 роках з Шереметєвим містилися: двічі Данило Шибановський-Долгоруков, за обідами у царя і в патріарха, і Андрій Сицький, призначений у товариші до Шереметєва, який з весни 1624 часто «відав» Москву під час богомольських походів царя. Шереметєв обидва рази переміг, і князі Долгоруков і Сицький були послані до в'язниці.
19 вересня 1624 року на весіллі царя Михайла Федоровича з княжною Марією Долгоруковою Шереметєв був «біля ліжка» царя разом з батьком цариці, своїм другом Володимиром Долгоруковим, а дружина Шереметєва, бояриня Марія Петрівна, з дружиною Володимира Тимофійовича, Мар'єю Василівною, було біля царициного ліжка. Коли Шереметєв і Долгоруков, за посадою постільничих, послали до підклети атласи, якими мали йти государ з государинею, Долгоруков бив чолом государю на Шереметєва, але з приводу місця, чи старшинства, а недружбою, як сказано в розрядній записці. Таке небувале чолобиття могло бути спричинене сваркою Шереметєва з Долгоруковими через це весілля царя Михайла Федоровича. Можливо, що Шереметєв вже тоді підготовляв для Михайла Федоровича наречену, бажаючи збільшити свій вплив на царя, тому недружелюбно поставився до шлюбу його з Долгоруковою. Що цар не розгнівався на Шереметєва після чолоба Долгорукова, це видно з того, що коли на четвертий день після весілля він вирушив у звичайний осінній похід до Троїці — Шереметєв знову «відав» Москвою. Весною 1625 року Шереметєв обідав за царським столом і був присутній при прийомі перського посла.
Цар Михайло Федорович, який овдовів 6 січня 1625 року, задумав через рік одружитися, і 4 лютого 1626 року відбулося урочисте весілля його з Євдокією Лук'янівною Стрешневою, яка, за словами Страленберга, була з сінних дівчат двору Шереметєва. І на цьому весіллі царя постільничим був Шереметєв, а 8 лютого він обідав за царським столом разом із патріархом Філаретом та іншими духовними властями. Дружина Шереметєва, за совяцтво його з государем, отримала чин приїжджої боярини цариці Євдокії Лук'янівни, тобто мала право приїзду до цариці у відомі свята або урочисті дні і супроводжувала її в богомольних виїздах до московських монастирів.
3 травня 1625 року, коли цар Михайло Федорович був у Троїці, а Москвою керував Шереметєв, сталася жахлива пожежа: згоріли Китай-місто і Кремль. Шереметєв зазнав таких великих збитків під час цієї пожежі, що, незважаючи на своє багатство, не обійшовся без приватних позик для відновлення обгорілих хоромів. За життя він не встиг розплатитися з усіма боргами, як це видно із духовного заповіту, написаного 29 листопада 1645 року. У 1626-1629 роках Шереметєв обідав у царя, коли він справляв новосілля після пожежі, а також з нагоди хрестин царівни Ірини та Пелагеї та царевича Олексія.
Під час завідування Москвою без государя, Шереметєву доводилося вести велике листування з воєводами міст, розбирати і перевіряти їх відписки, знімати допити з гінців тощо. буд. не обмежувалася додатком державної печатки до різних кріпосних паперів, що видаються приватним особам. Після Московської пожежі 1625 року, у всі кінці держави були розіслані переписувачі для нового опису та межування земель та складання писцових книг, що згоріли під час пожежі. Виникало безліч позовів, що нерідко закінчувалися новими фортецями або полюбовними угодами, тому обов'язки начальника Наказу друкованих справ ускладнилися.
22 березня 1629 року Шереметєв з трьома племінниками брав участь у урочистому ході в Чудов монастир для хрещення царевича Олексія Михайловича; всі вони йшли біля каптани, тобто біля візка з опущеними тафтяними завісами, у якому везли новонародженого царевича. Після хрещення був біля стола царя у Столовій хаті, а потім підносили царевичу дари; Шереметєв підніс кам'яний кухоль, який у опису царської скарбниці, складеної 1640 року, оцінений у 60 рублів. У половині червня 1629 року цар Михайло Федорович зі всією сім'єю вирушив до Троїці, і Шереметєв цього разу брав участь у прощі, що тривало довше звичайного.
На початку 1630 року Шереметєв разом з декількома іншими боярами був «у відповіді» зі шведським послом Антоном Моніром, якому було доручено повідомити царя Михайла Федоровича про укладання з Річчю посполитою перемир'я і разом з тим, просити дозволу купити в Московській державі безмитно хліб, крупу, смолу та селітру. У тому ж 1630 році Шереметєв здав завідування Друкованим приказом окольничому Далматову-Карпову, а сам призначений перебувати у «наказних справ».
Шереметєв не брав участь у війні з Річчю посполитою 1632-1634 років і «відставлений» навіть від збору підведення для перевезення хлібних запасів під Смоленськ, внаслідок тяжкої хвороби, а потім смерті 28 серпня 1623 єдиного сина його від другого шлюбу, стольника Олексія. Федір Іванович поховав його тимчасово в Москві, в Афанасьєвському монастирі, що становив московське подвір'я Кирило-Білозерського монастиря, маючи намір по першому шляху перевезти його тіло до Кирило-Білозерського монастиря, де було вже поховано багато Шереметєвих Пройшло три місяці у листуванні між Шереметєвим та ігуменом та братією Кирило-Білозерського монастиря. Шереметєв послав туди 44 коня у внесок до душі сина свого і просив повідомити оцінку. Виявилося, що проведена ченцями оцінка всіх коней в 300 рублів, була нижчою від дійсної вартості, а тому Шереметєв зробив свою оцінку в 400 рублів, яка і була прийнята братією Кирило-Білозерського монастиря. Наприкінці листопада 1632 року Шереметєв та найближчі родичі його - Яків Черкаський та Микита Одоєвський повезли тіло Олексія Федоровича з Москви і прибули до Кирило-Білозерського монастиря в середині січня 1633 року. Незабаром після поховання сина, Шереметєв вирушив у зворотний шлях і 13 лютого брав участь уже в прощі царя Михайла Федоровича в Троїцький монастир. Протягом усього 1633 року «безголовне і нескінченне лихо», — як висловився про своє горе сам Шереметєв в одному з листів до Кирило-Білозерського монастиря, — мабуть, дуже пригнічувала його. За обов'язком служби він брав участь у різних придворних урочистостях, як наприклад 16 червня 1633 року, в хрестинному поїзді новонародженого царевича Івана Михайловича, але думки його постійно зверталися до місця упокоєння його сина Олексія, поруч із яким він хотів бути похованим.
Незабаром після відступу на початку 1634 року від Смоленська московського війська, що був під начальством Михайла Шеїна, між Річчю Посполитою та Московським царством почалися переговори про мир. Посольством керував Шереметєв, а товаришами в нього були: окольничий Олексій Львов, дворянин Степан Проєстєв та два дяки, у супроводі 500 чоловік стольників, стряпчих, дворян московських, жильців, дітей боярських та дворян городових. Виїхали вони з Москви на Страсному тижні, на початку квітня 1634 року, і понад тридцять разів сходилися на з'їжджому місці при річці Полянівці, в спеціальних наметах. Незважаючи на всю свою досвідченість у переговорах з річпосполитцями, Шереметєв знаходився іноді у скрутному становищі внаслідок непомірних вимог комісарів короля. Лише 3 червня підписано був так званий Полянівський договір про вічний мир між Московською державою та Річчю посполитою, за яким Владислав відмовився остаточно від титулу Московського царя і від претензій на Московський престол, зобов'язавшись повернути справжній договір Станіслава Жолкевського та інші акти, що стосуються Смутного часу; з московського боку були поступки кілька міст. Шереметєв уклав навіть негласну умову з річпосполитцями, що «якщо Владислав помре, не залишивши потомства, вони оберуть собі в королі московського царя». Після підписання мирного договору, комісари короля запропонували насипати на місці з'їздів два кургани і поставити на них два стовпи з позначенням государевих імен, часу укладання договору, а також імен усіх посольських чинів. Шереметєв відхилив пропозицію комісарів та отримав за це схвалення від Московського уряду.
Цар Михайло Федорович був дуже задоволений укладанням Поляновського мирного договору і надіслав стольника Василя Бутурліна для почесної зустрічі Шереметєва в селі Кубинському, що знаходиться на Смоленській дорозі. Після прибуття до Москви, Шереметєв з товаришами обідали 5 липня 1634 за царським столом, а по обіді посольський думний дяк і друкар Іван Грамотін оголосив їм милостиве царське слово і государеву платню. Шереметєву були дані: соболя шуба, крита золотим атласом, вартістю 225 рублів; срібний золочений кубок із кришкою; фінансової придачі до колишнього окладу 100 рублів і з чорної волості у вотчину 1000 чвертей землі. Після Полянівського договору Шереметєв став іменуватися «ближнім боярином» і був помітно відзначений 19 березня 1635 року при скоєнні урочистого обряду царської присяги у дотриманні вічного миру з Річчю посполитою. У день, призначений для присяги, річпосполитські посли вирушили спочатку до палати у відповідь разом з Шереметєвим і його товаришами, для приведення до відома другорядних статей Полянівського договору. Після закінчення переговорів, Шереметєв з товаришами вийшов у Золоту палату до государя, а потім туди ж були запрошені і посли. Під час хресного цілування Шереметєв тримав скіпетр государя; Іван Черкаський тримав царський вінець, Дмитро Пожарський місу під хрестом, піднесеним государю Андрій Хілковим, а дяк Іван Грамотін підклав під хрест затверджену хрестоцілювальну грамоту. На другий же день Хілков подав чолобитну, що йому не можна було бути менше Шереметєва, але що він був на цій службі, не бажаючи залишити государеві справи. Хоча цар не прийняв чолобитної і сказав Хілкову, що він «не ділом» б'є чолом на Шереметєва, проте Шереметєв ударив чолом государю про безчестя та оборону, доводячи, що з ним можна бути не тільки Андрію Хілкову, а й батькові його Василю Хілкову. Разом із Шереметєвим подав чолобитну на Хілкова та Дмитро Пожарський. Через три дні після присяги, річпосполитські посли були запрошені до царського столу до Золотої палати; за великим столом сиділи чотири боярини, які брали участь в обряді присяги. Після від'їзду королівських послів, Хілков знову бив чолом на Шереметєва 26 березня, просячи прийняти в нього чолобитну «з випадку», тобто з послужним списком, але й цього разу государ не взяв чолобитної і тим самим припинив справу.
30 січня 1637 року Шереметєв був присутній при прийомі річпосполитського гінця Адама Орлика, займаючи своє місце на лавці бояр, ліворуч государя. Через два роки, у січні 1639 року, Шереметєв вів переговори з секретарем голштинського посольства Адамом Олеарієм, якому цар пропонував перейти на службу в Московську державу, як придворному астроному і географу. Олеарій, мабуть, погодився прийняти цю пропозицію, але чомусь справа не відбулася, і 15 березня Олеарій виїхав з Москви разом з іншими членами посольства. У тому ж 1639 році царем Михайлом Федоровичем було доручено Шереметєву приймати чолобитні на сильних людей, які надходили на царське ім'я в Приказ приказних справ.
Після смерті Івана Черкаського 4 квітня 1642 року Шереметєв став, за словами сучасників, «найтаємнішим і найпершим боярином у царстві». 12 квітня 1642 року цар вказав Шереметєву «відати своїм государевим великим вбранням», тобто велів сидіти у Приказі Великої скарбниці - одній з найважливіших установ, яка завжди доручалося ближньому боярину. У його ж завідуванні перебували: Стрілецький, Іноземний, Рейтарський, Аптекарський та Збройовий прикази та Приказ Нової чверті. Посада начальника Аптекарського приказу ще більше наближала Шереметєв до царя, здоров'я якого з 1639 року, тобто. з часу смерті синів його, царевичів Івана та Василя Михайловичів, сильно погіршилося. Лікування государя проводилося під безпосереднім наглядом Шереметєва і завдавало йому багато тривоги та занепокоєння; на його ж обов'язки лежало піклування про громадське здоров'я та вжиття заходів проти поширення різних прилипливих хвороб. Входячи в найдрібніші подробиці нової на Московії лікарської справи, Шереметєв щодня радився з придворними лікарями в призначеному для цього спеціальному будинку біля Воскресенських воріт. Перш за все лікарські рослини виписувалися з Англії, Болгарії та Німеччини, а Шереметєв, вважаючи це незручним і збитковим, домігся помалу, що деякі лікувальні трави і коріння стали доставляти в Аптекарський приказ травники, що збирали їх по полях. За посадою начальника Аптекарського та Іноземського приказів, Шереметєв перебував у постійних зносинах з багатьма іноземцями, яких намагався різними пільгами залучати на службу Московської держави. Завдяки його клопотання, у травні 1643 року було дозволено німцям відправляти богослужіння за їхньою вірою і відведено в Москві земельну ділянку для спорудження особливої будівлі для їхнього «богомолля». Шереметєв так високо стояв, що його ім'я вимовлялося «з великою бережністю», під побоюванням тяжкого покарання. Воронезький воєвода Афанасій Боборикін, посварившись із губним старостою Толмачовим, подав сповіщення про сказані їм ніби «непривабливі слова про самого государевого боярина Федора Івановича Шереметєва». Толмачов клявся, що на нього зведена марно, і просив государя наказати розібрати цю справу, щоб йому «злим наміром Афанасьєвим знечещену і понівечену не бути». Невідомий автор продовження «Нового літописця», що відбивав думку діяння, залишив таке зауваження: «Цей Федір був жорстокий, а в справах невигадливий.»
Але високе службове становище не могло займати Шереметєва, пригніченого роками та хворобами. Востаннє він обідав за царським столом у Світлу Неділю 1643 року, а потім не був присутній навіть на звичайних святкових обідах у царя і патріарха, ймовірно не маючи сили переносити їх тривалість. У цей час Шереметєв готувався мабуть до видалення в чернечу обитель, робив нові вклади в монастирі і влаштовував, за обіцянкою, церкву в підмосковному своєму селі Вешнякове, яке в 1645 називається вже селом.
У лютому 1645 року Шереметєв разом з Олексієм Львовим умовляв датського королевича Вальдемара, який приїхав до Москви як наречений царівни Ірини Михайлівни, прийняти православ'я; але королевич відповів, що, якщо шлюб не може бути скоєний з обох віросповідань, він хоче, щоб його відпустили додому. 21 березня королевич запросив до себе Шереметєва і знову просив його поклопотатися у государя про дозвіл від'їхати: «Я знаю, що ти найперший боярин у царстві, ближній, справедливий, великий, і тому б'ю тобі чолом, допоможи мені, щоб царська величність послів і мене відпустив». Всі ці розмови та прохання були безуспішними: королевич не погоджувався на зміну віросповідання, цар Михайло Федорович не відпускав його. Тільки у серпні 1645 року, вже після сходження на престол Олексія Михайловича, Вольдемар був відпущений у Данію, і Шереметєв видав йому з наказу Нової чверті 14 000 рейхсталерів кормових грошей на дорогу.

## Останні роки
Цар Михайло Федорович помер у день своїх іменин, 12 липня 1645 року, на руках Шереметєва, який під час його хвороби сам носив йому всі ліки, які прописують лікарі. 11 серпня 1645 року Шереметєв мав останню доповідь у юного царя Олексія Михайловича за Аптекарським наказом про видачу лікарям, аптекарям, лікарям та іншим службовцям особам платні за червень, липень і серпень 1645 року. Потім у новорічному вересневому розписі показано, що Шереметєв сидів як і раніше на Казенному дворі, біля Великої скарбниці, а також у приказі Нової чверті, але відомостей про його розпорядження за цей час немає. 28 вересня 1645 відбулося урочисте вінчання на царство Олексія Михайловича; Шереметєв не був присутній на цьому святкуванні, очевидно через нездужання, а на другий день з'явився до царя в числі вітачів і приніс йому такі дари, оцінені в 512 рублів: срібний золочений кубок з кришкою, золотий ланцюг, прикрашений фініфтю, атлас золотий, травами по срібній землі, і сорок соболів. Шереметєв, мабуть, сам усувався від справ, посилаючись на старість і хвороби: «За мене старість і упадох у різні хвороби, і що помислили хіба смерть і суд Спасів майбутнього століття; не знаю, що створю».
Ще за Михайла Федоровича Шереметєв склав духовний заповіт і подав йому 14 березня 1645 року, у вигляді доповнення та пояснення, чолобитну, з якої відомо про недружні стосунки, що існували між Федором Івановичем та його трьома двоюрідними племінниками, Іваном, Василем та Борисом Петровичами Шереметєвими, синами Петра Микитовича. Внаслідок хвороби царя Михайла Федоровича духовна залишилася не затвердженою. Лише через чотири роки, 11 липня 1649 року, духовний заповіт і прикладена до нього заусна пам'ять були представлені патріарху Йосипу і затверджені прикладанням патріаршої печаті.
Шереметєв три рази одружувався: він був одружений на Євфросинії, яка померла в липні 1613 року; на Ірині Борисівні Черкаській, яка померла 1 березня 1616 року; на Марії Петрівні (з 12 листопада 1616), яка померла не відомо коли, але останній приїзд її до двору був 12 липня 1639 року. Ймовірно, що від першого шлюбу були: Іван Федорович, який помер до березня 1613 року; Уляна Федорівна, яка померла, за родоводом, після 22 червня 1652 і була за Семеном Головіним (пом.1634); Євдокія Федорівна, в інокинях Євфросинія, що померла 21 вересня 1671 року, за Микитою Одоєвським (пом. 1689 року). Від другого шлюбу: Олексій Федорович, який помер 28 серпня 1632 року; Анна Федорівна, в інокинях Олександра, схимниця, яка померла 2 вересня 1654 року; Федір Федорович, який помер 5 березня 1616 року. Від третього шлюбу: Мокій Федорович, який помер до 1632 року. У той час, як Шереметєв становив духовний заповіт, в живих були, мабуть, тільки дві дочки: Євдокія та Ганна, яка прийняла чернецтво в Новодівичому монастирі з ім'ям Олександри. Уляна Федорівна Головіна не згадується в заповіті, а тому, мабуть, що вона померла до 1645 року. Федір Іванович мав намір не лише куплені, а й родові вотчини, передати своїм онукам, Одоєвським, але потім роздумав, щоб уникнути ворожнечі з боку своїх двоюрідних племінників.
Він розподілив своє багате майно таким чином: царю Олексію Михайловичу він вдарив чолом: золотим хрестом з мощами та Сокільською волістю, у повіті Юріївця Поволзького, з 1072 року селянськими та бобильськими дворами. Сім родових вотчин він віддав вищезгаданим двоюрідним племінникам та своєму хрещенику Леву Шлякову-Чеському, одруженому на дочці одного з цих племінників, Марті Василівні. Інші, куплені та жаловані вотчини, він роздав дочці своїй Євдокії Одоєвській та її дітям, Параскові Микитішні, сватаній за Григорія Черкаського, та Михайлу, Федору, Олексію та Якову Одоєвському. Двір у Московському Кремлі він заповів своєму зятю, Микиті Одоєвському. На роздачу бідним визначив ті гроші, які будуть виручені від продажу хліба, що лежав у московських житницях. Крім того, він доручив йому протягом десяти років вносити по 500 рублів в особливу скарбницю, започатковану для викупу полонених. Шереметєв залишив своєму улюбленому молодшому онуку, Якову Микитовичу Одоєвському, понад двадцять вотчин, більше, ніж іншим онукам.
Незабаром після затвердження патріархом духовного заповіту, Шереметєв виконав свій давній намір - 28 серпня 1649 він поїхав з Москви в Кирило-Білозерський монастир, де і прийняв чернецтво з ім'ям Феодосія. Йому було в цей час за сімдесят років і він втратив зір, але незважаючи на це в ньому не згасла любов до освіти. Вже після того, як він перестав брати участь у державному управлінні, він купував книги, що друкувалися на Московському друкованому дворі, не тільки особисто для себе, а й для роздачі: протягом останніх п'яти років (1644-1649) їм було куплено близько 700 екземплярів різних книг духовного змісту, причому деякі, як наприклад «Часослов», купувалися їм часто і все в більшій і більшій кількості: у 1644 році - 50 примірників, у 1646 році - 70 примірників, у 1647 році - 122 примірники. У Кирило-Білозерському монастирі він прожив менше півроку: прибув туди у вересні 1649, а 17 лютого 1650 помер.

## Сім'я
Федір Іванович був одружений тричі з Євфросинією, що померла у липні 1613 року; на Ірині Черкаській, що померла 1 березня 1616 року; на Мар'є (з 12 листопада 1616).
Діти:
- Іван (? - 1613)
- Мокій
- Федір (? - 1616)
- Олексій (? - 1632)
- Уляна - одружена з боярином Семеном Васильовичем Головіним
- Євдокія (? - 1671) - одружена з князем Микитою Івановичем Одоєвським, з яким мала чотирьох синів і доньку
- Анна (? - 1654), в інокинях Олександра